# Lacconectus basalis
Lacconectus basalis är en skalbaggsart som beskrevs av Sharp 1882. Lacconectus basalis ingår i släktet Lacconectus och familjen dykare. Inga underarter finns listade i Catalogue of Life.

## Bildgalleri

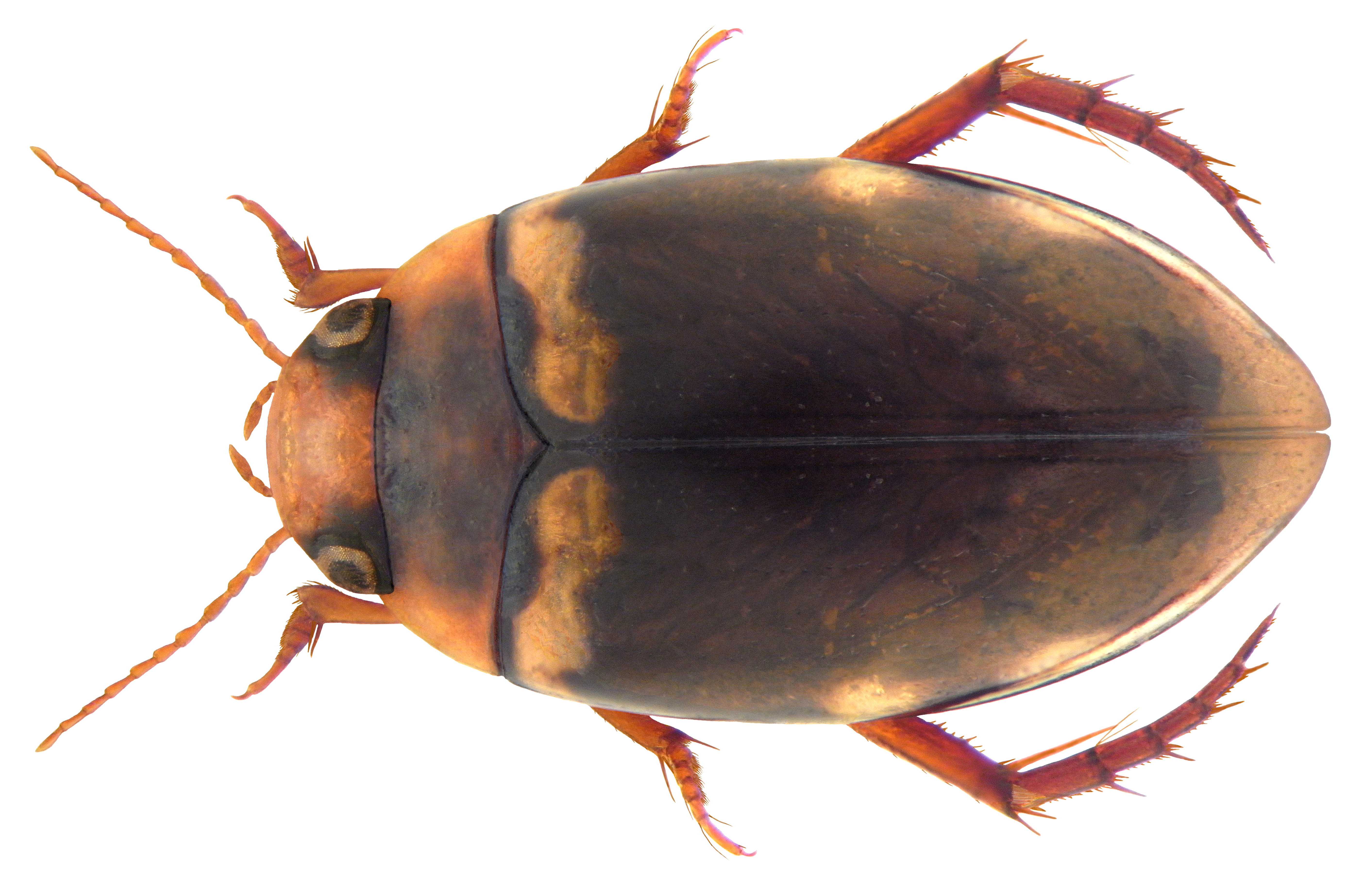